# Penne (Olaszország)
Penne község (comune) Olaszország Abruzzo régiójában, Pescara megyében.

## Fekvése
A megye északnyugati részén fekszik, a Tavo folyó völgyében. Határai: Arsita, Bisenti, Castiglione Messer Raimondo, Castilenti, Civitella Casanova, Elice, Farindola, Loreto Aprutino, Montebello di Bertona és Picciano.

## Története
Az ókor során a vestinusok (italicus törzs) legjelentősebb városa volt. A rómaiak fennhatósága idején Vestina néven volt ismert. A középkor során a Nápolyi Királyság része volt, a Pennei Hercegség székhelye. Önálló községgé a 19. század elején vált, amikor a Nápolyi Királyságban felszámolták a feudalizmust.

## Népessége
A népesség számának alakulása:

## Főbb látnivalói
- Porta da Capo vagy Porta Teramo – az egykori városfal fennmaradt kapuja
- Santa Croce-templom
- Santa Chiara-templom
- San Ciro-templom
- San Antonio di Padova-templom
- nemesi paloták: Palazzo Stefanucci, Palazzo delle Giustiziere, Palazzo Aliprandi, Palazzo di Teseo Castiglione

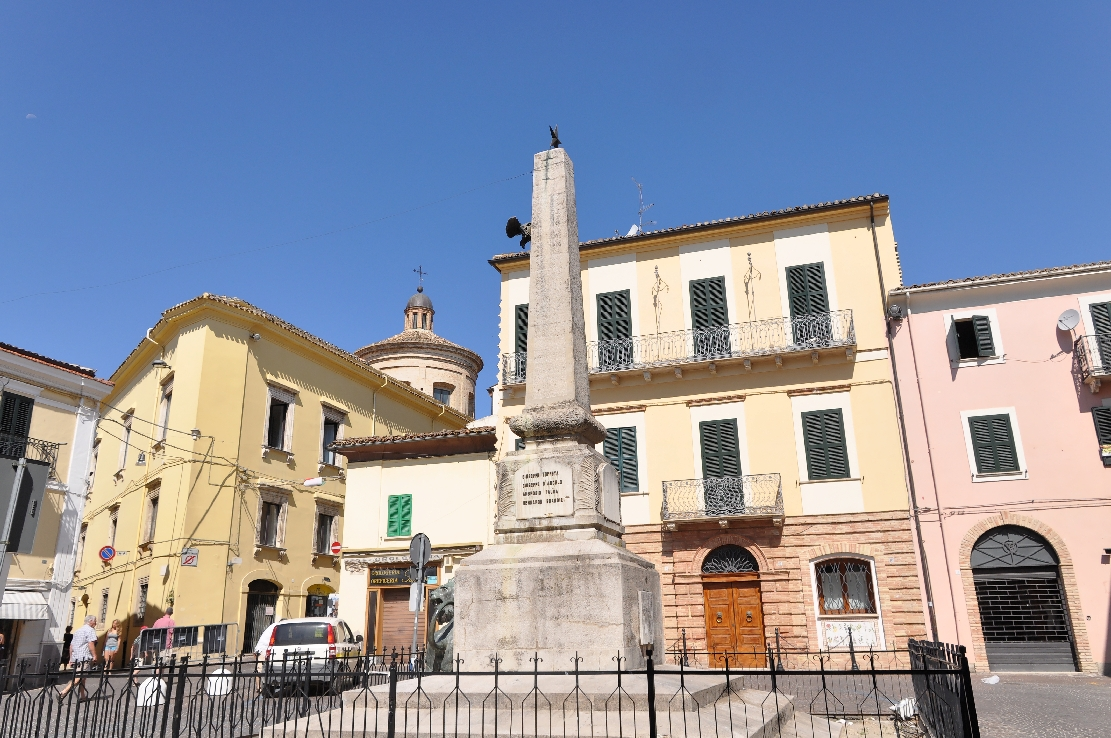
Penne központja
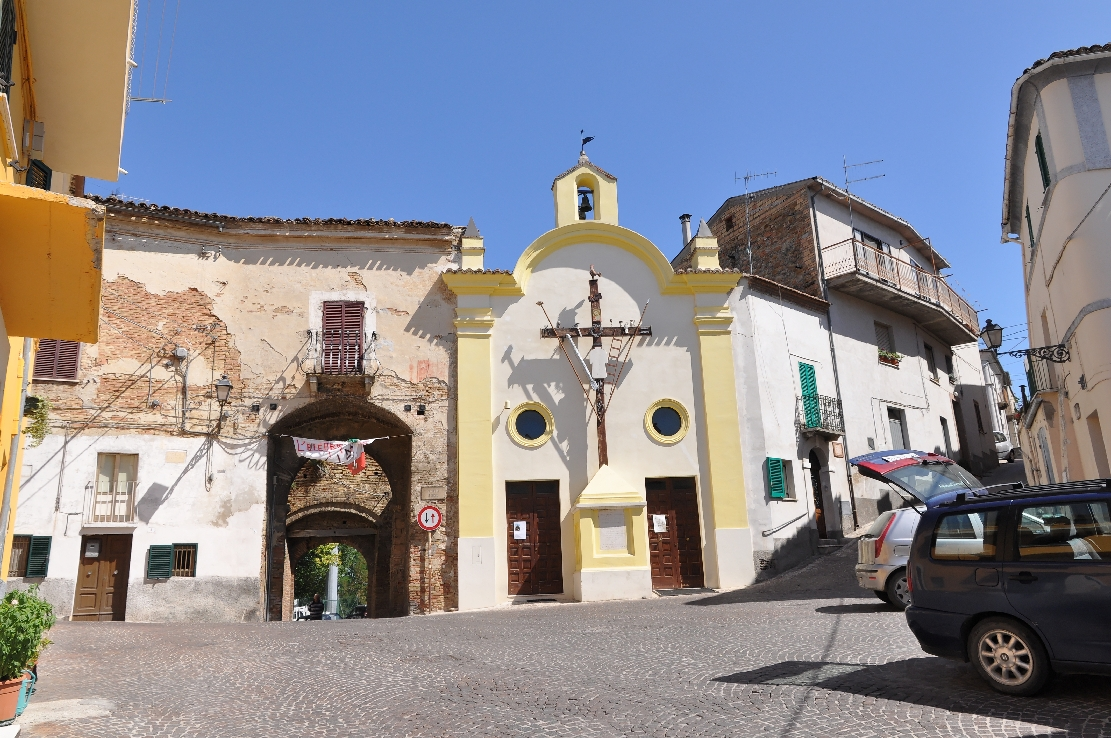
Chiesa di Santa Croce
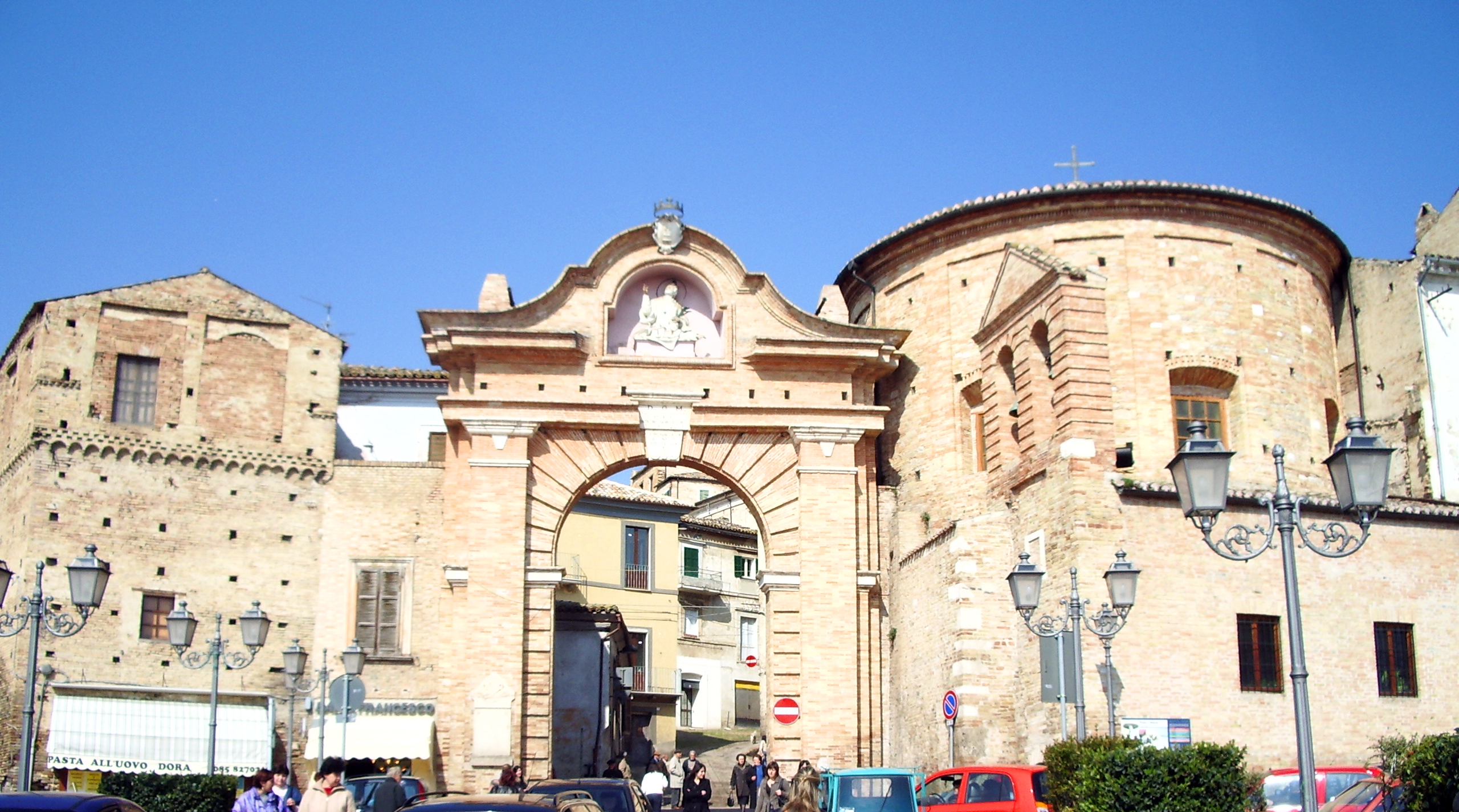
Porta San Francesco
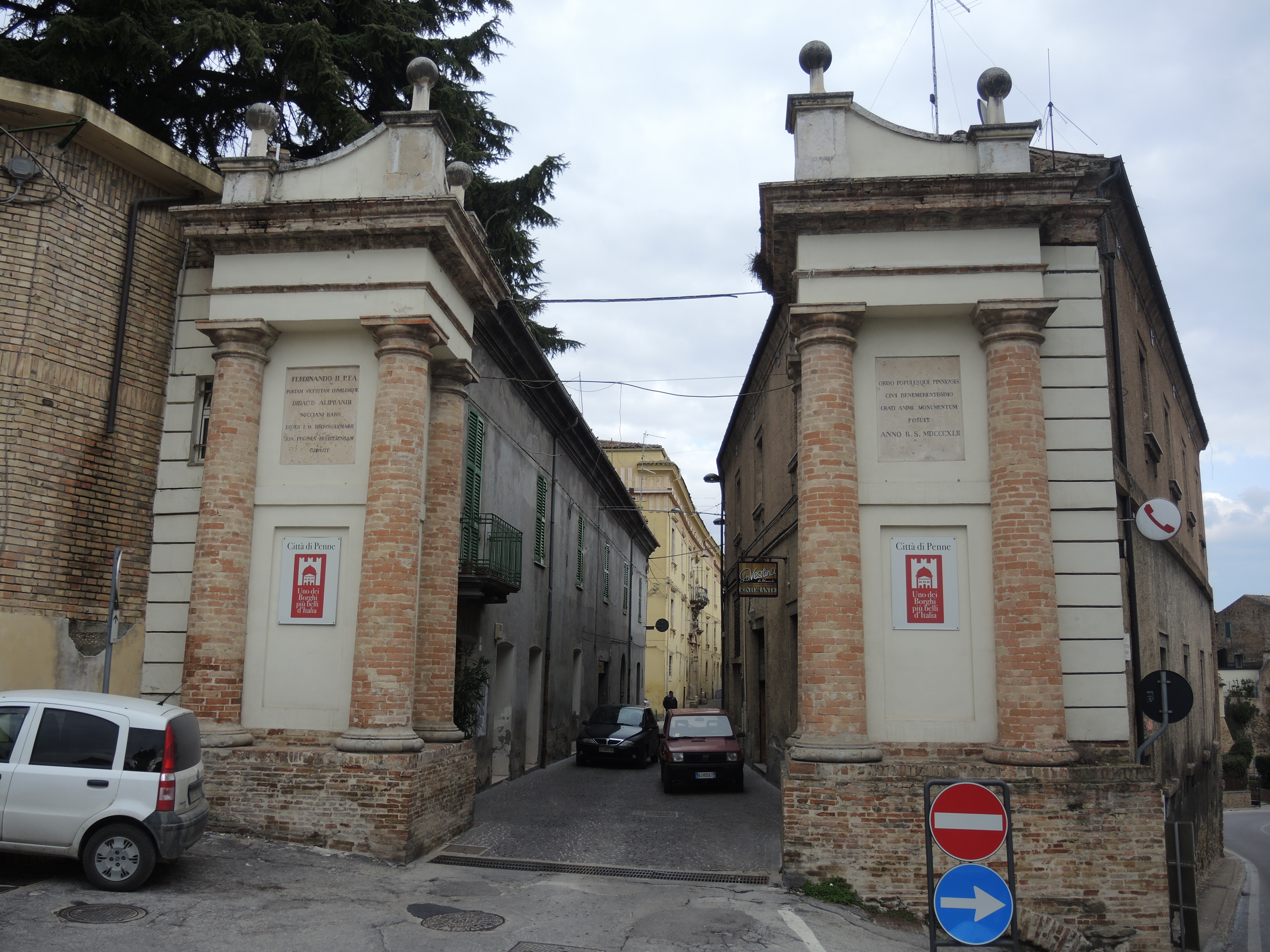
Porta della Ringa
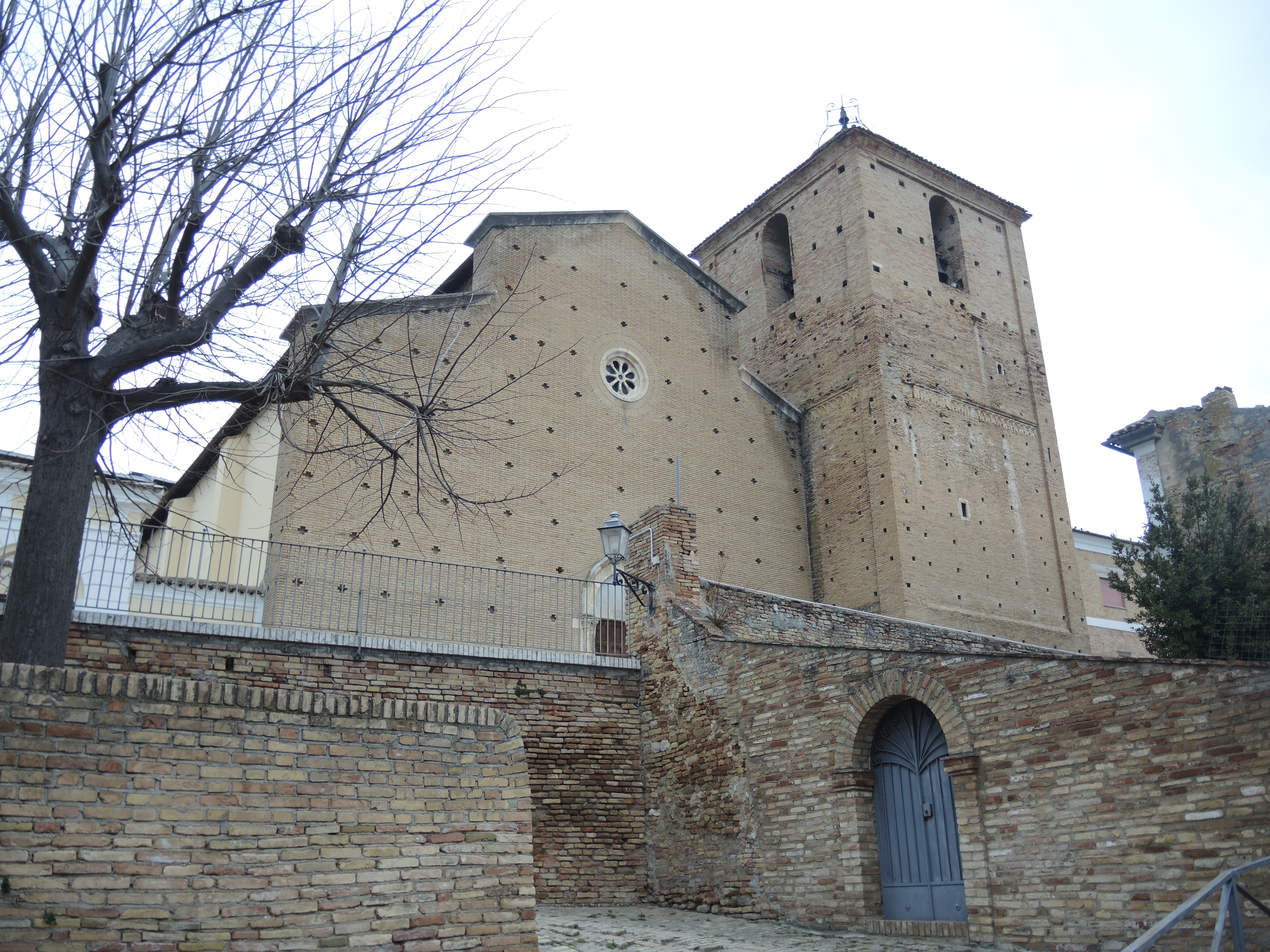
A dóm
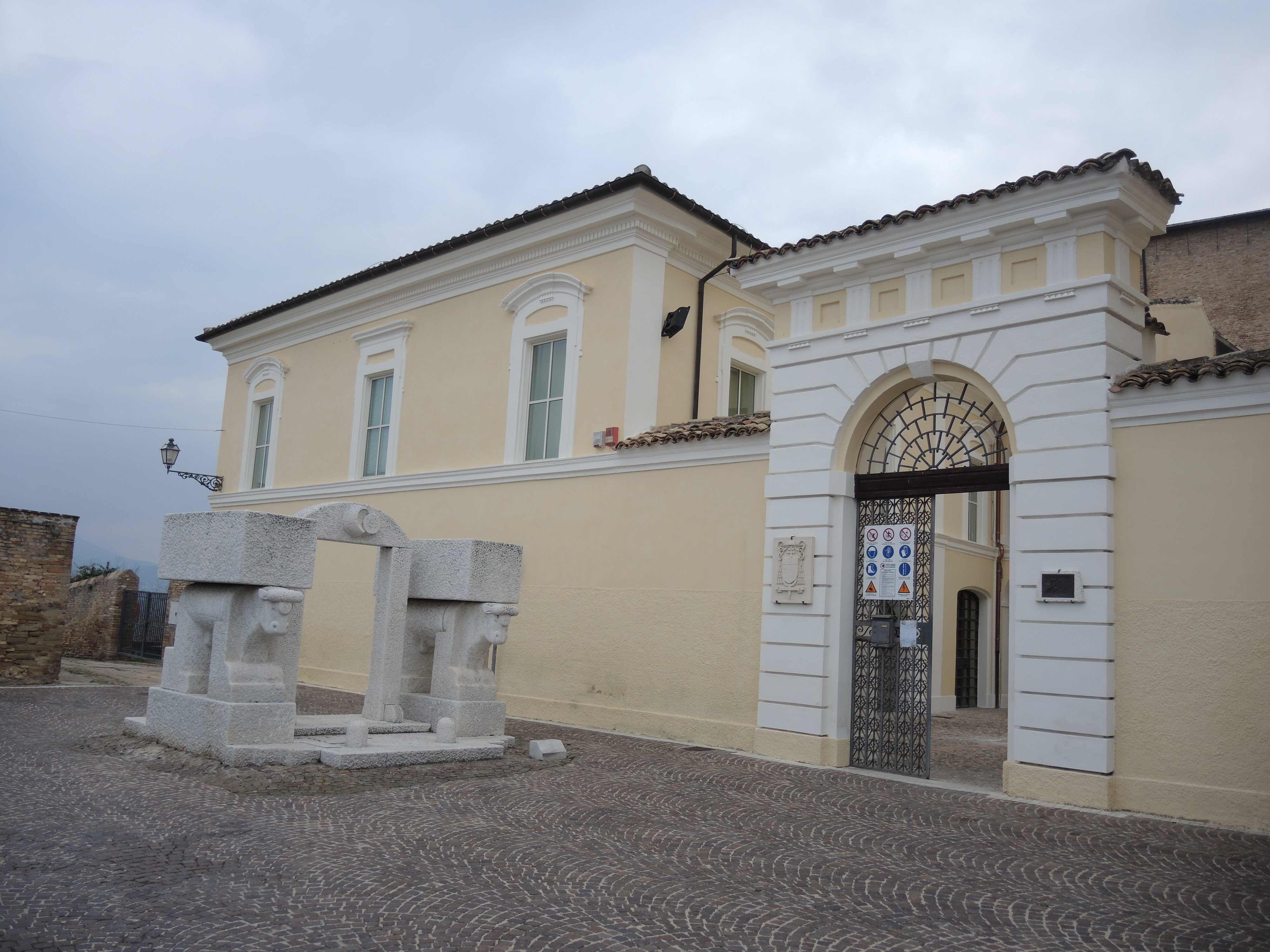
A múzeum

## Közlekedés
1929 és 1963 között a településnek vasútállomása volt.